# Pone Kingpetch
Pone Kingpetch, in thailandese โผน กิ่งเพชร, pseudonimo di Mana Seedokbuab, in thailandese มานะ สีดอกบวบ (Hua Hin, 12 febbraio 1935 – Bangkok, 31 marzo 1982), è stato un pugile thailandese, tre volte Campione del mondo dei pesi mosca tra il 1960 e il 1965. Fu avversario di Salvatore Burruni, a cui dovette consegnare il titolo mondiale.

## La carriera
Grazie alla sua altezza non comune tra i pesi mosca, Kingpetch disponeva di un allungo decisamente superiore a quello dei suoi avversari di pari peso.
Dopo esser diventato campione d'Asia-Pacifico (OPBF), il 16 aprile 1960, a 24 anni, allo Stadio Lumpinee di Bangkok, incontrò l'argentino Pascual Pérez uno dei più grandi pesi mosca di tutti i tempi.
L'incontro ebbe un inizio duro, condotto da Pérez, secondo il suo stile, ma con i due pugili che si alternavano a comandare il match "colpo su colpo". La potenza dell'argentino sembrò aver la meglio verso la metà dell'incontro, quando aprì una profonda ferita sopra all'occhio destro del thailandese, che sanguinò fino alla fine. Nel 10º round, l'angolo di Kingpetch decise di cambiare strategia, cercando di sfruttare il vantaggio del maggiore allungo. La misura fu efficace e lo sfidante andò a segno con vari colpi a distanza e d'incontro, a cui il campione rispose con una battaglia feroce, fino alla campana finale. I cartellini dei giudici furono i seguenti: arbitro Lorenzo Torreoalba, Pérez per 145-143; giudice Wong Hiranyalekha, Kingpetch per 148-137, giudice Nat Fleischer, Kingpetch per 146-140. Pone Kingpetch  fu il primo thailandese della storia del pugilato a indossare una cintura di Campione del Mondo.
Il 22 settembre 1960, all'Olympic Auditorium di Los Angeles, si disputò la rivincita. In questa occasione Kingpetch si impose perentoriamente, vincendo con un KO all'8º round, il primo subito da Pérez in tutta la carriera.
Kingpetch difese vittoriosamente il titolo due volte, entrambe al Kuramae Kokugikan di Tokyo, contro i nipponici Mitsunori Seki e Kyo Noguchi, superandoli ai punti in 15 riprese.
Il 10 ottobre 1962, sempre al Kokugikan di Tokyo, fu costretto a cedere per KO all'undicesimo round al diciannovenne giapponese Masahiko "Fighting" Harada. Nella rivincita,  12 gennaio 1963 a Bangkok, Kingpetch riconquistò il titolo ai punti in quindici round. Il giudice giapponese si era espresso per il pari mentre l'arbitro e l'altro giudice Nat Fleischer avevano visto l'avversario in vantaggio per quattro-cinque punti.

Pone Kingpetch (a sinistra) subisce l'iniziativa di Salvatore Burruni che lo costringe a cedergli il titolo mondiale (Roma), 1965

La successiva difesa del titolo, il 18 settembre 1963, sempre a Tokyo, durò soltanto 2:07. Tanto bastò a Hiroyuki Ebihara per spedirlo al tappeto al 1º round e strappargli la cintura mondiale. Il match di rivincita si tenne allo Stadio Rajadamnern di Bangkok, il 23 gennaio 1964. Kingpetch riconquistò nuovamente la cintura mondiale, battendo il giapponese con un verdetto controverso. I due giudici thailandesi avevano visto in vantaggio l'ex Campione del Mondo per quattro-sei punti, mentre il terzo giudice aveva attribuito due punti in più al detentore.
Il 23 aprile 1965, Pone Kingpetch dovette difendere la cintura contro il trentaduenne Salvatore Burruni, designato come sfidante al titolo mondiale. Il thailandese accettò di incontrarlo al Palazzetto dello Sport di Roma ma a patto di incassare l'enorme borsa di 60.000 dollari. Pretese inoltre un arbitro neutrale e il soggiorno pagato per quattro persone a spese dell'organizzazione. Nonostante ciò, Burruni lo travolse sul piano del ritmo, della continuità e della potenza, conquistando il titolo mondiale con un enorme margine di punti.
Kingpetch combatté ancora vittoriosamente altri due incontri in Thailandia, poi si ritirò dal pugilato.